# Кінець гри (Цілком таємно)

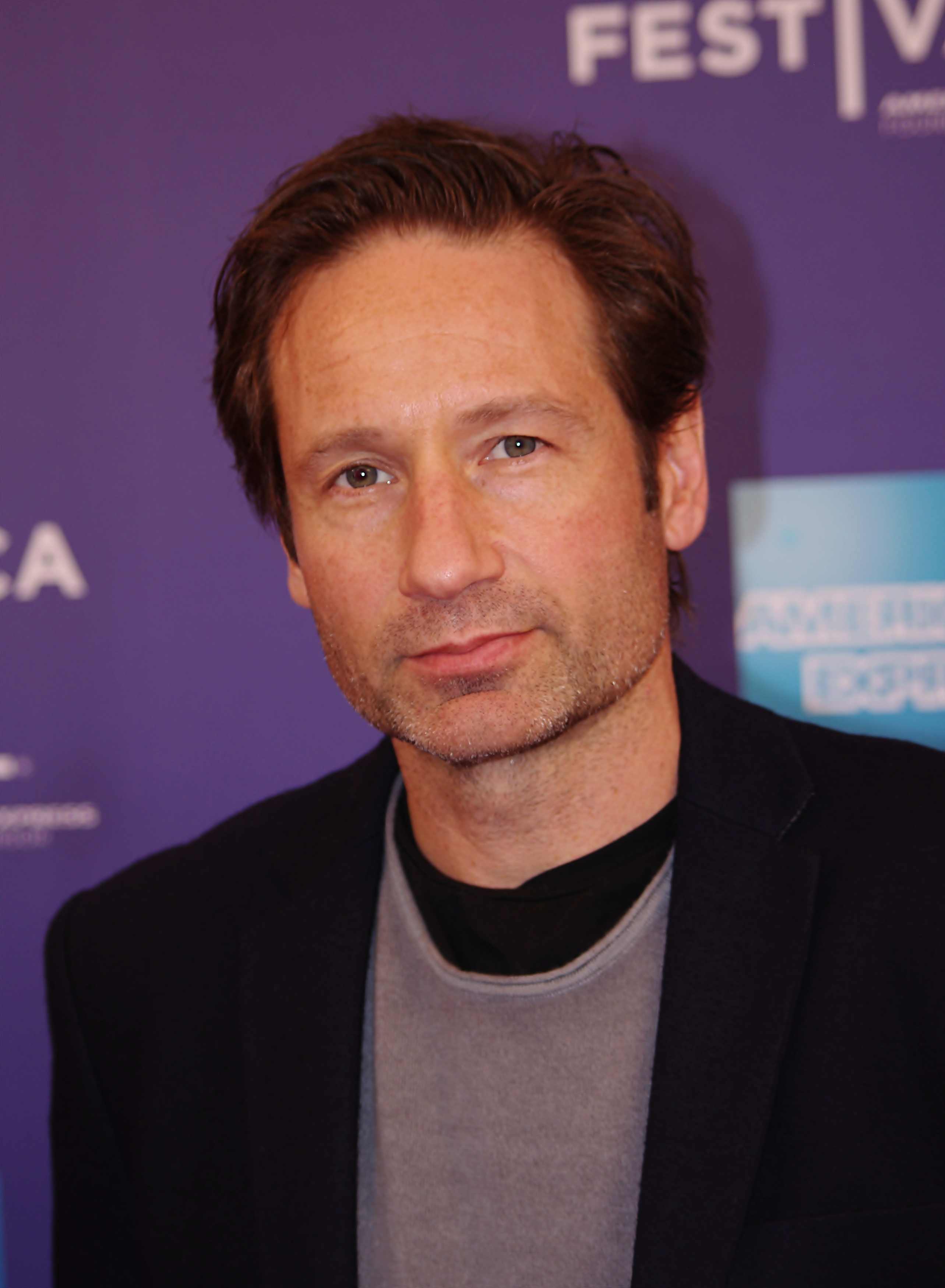

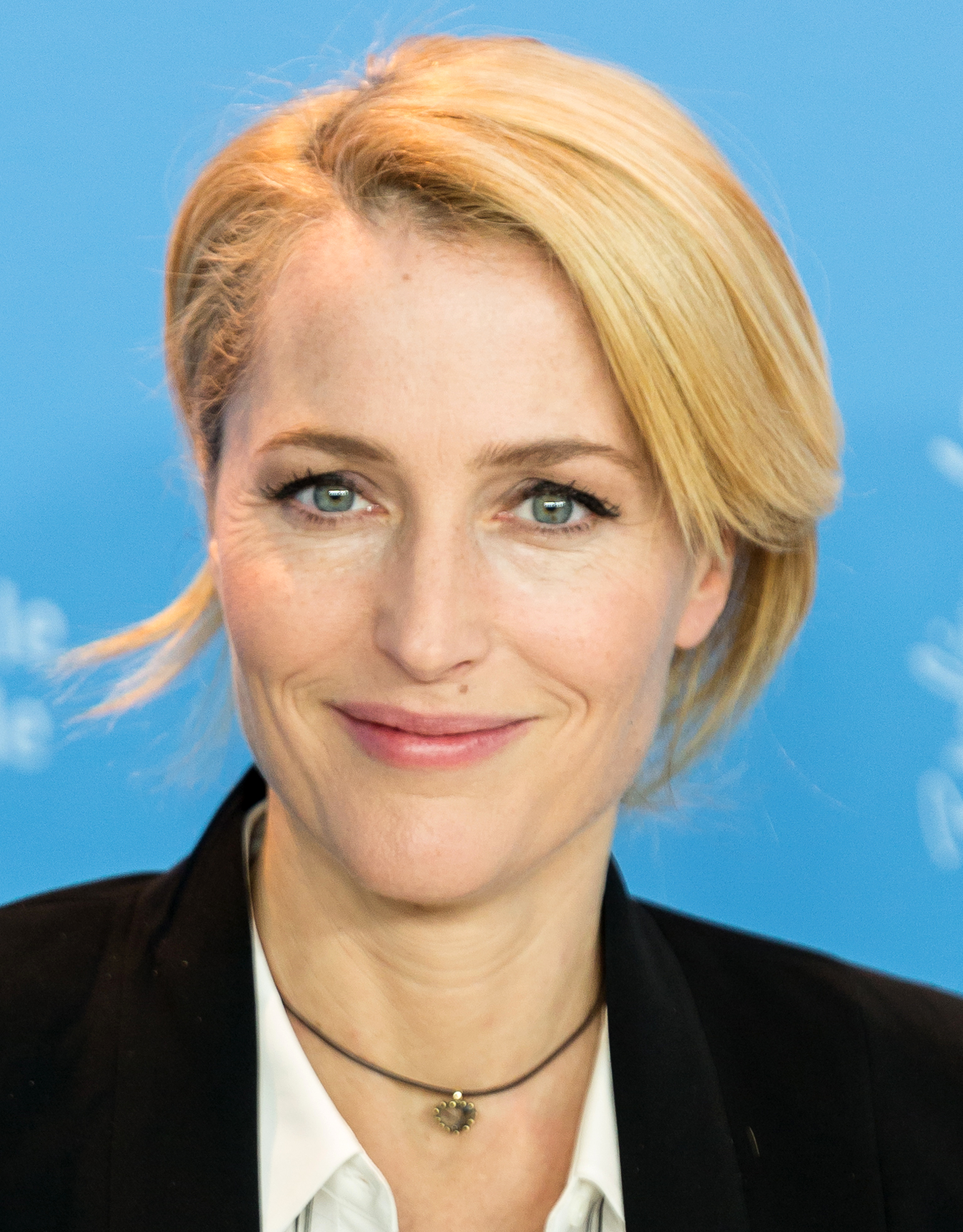

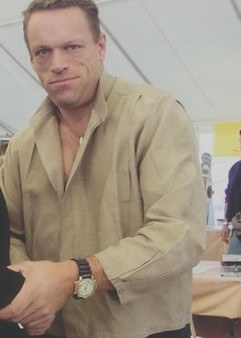

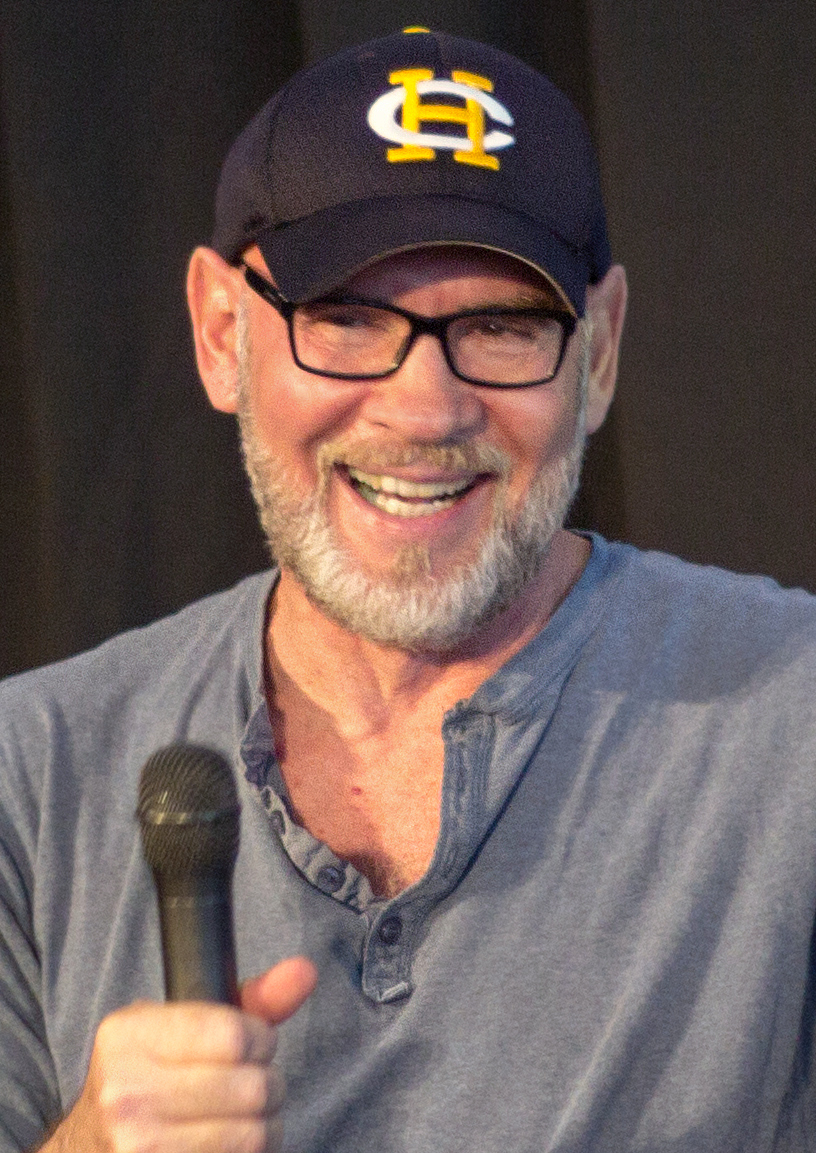

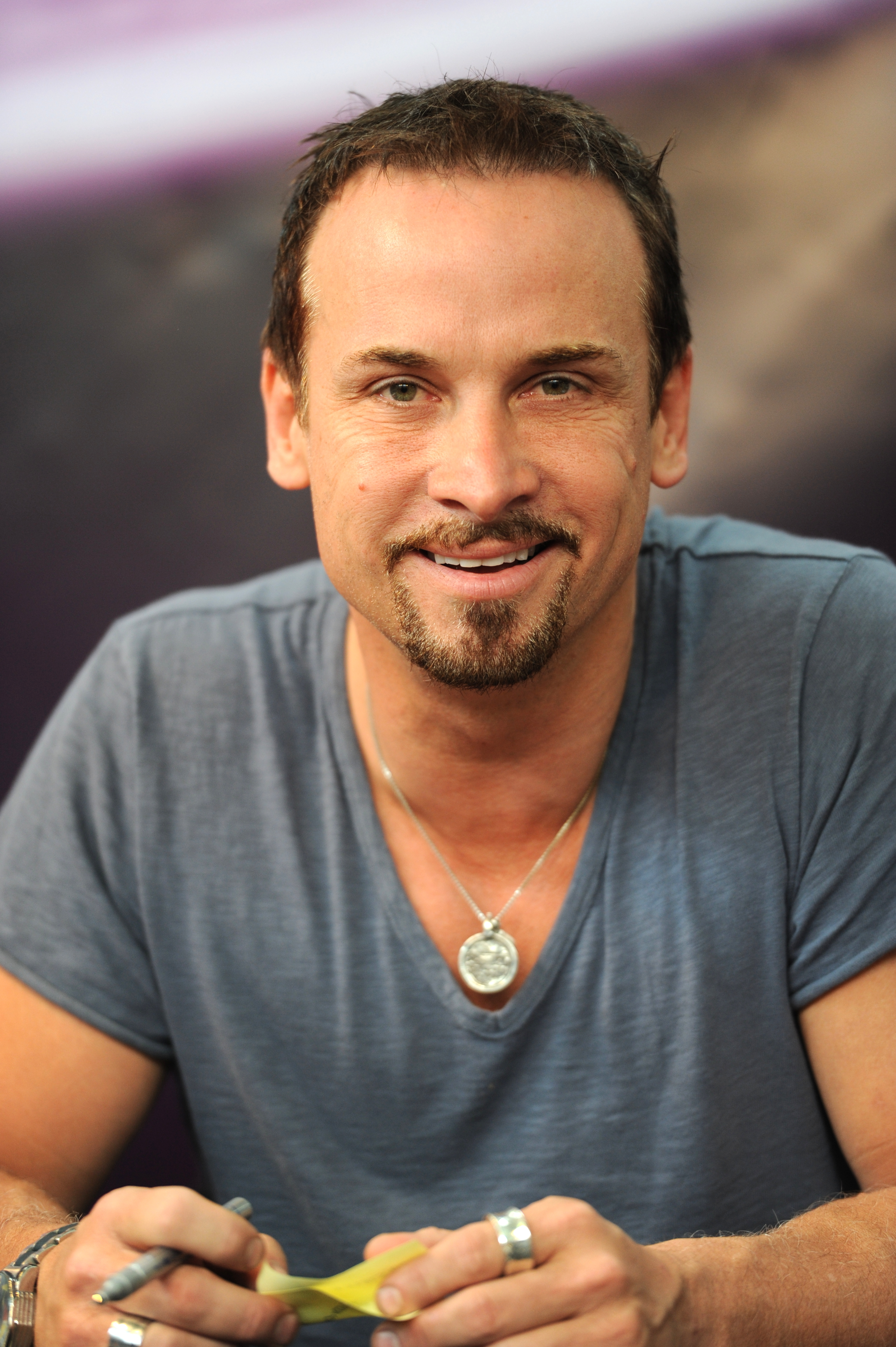

Кінець гри (англ. Fresh Bones) — сімнадцята частина другого сезону серіалу «Цілком таємно» («Секретні матеріали»).

## Зміст
Є продовженням частини «Колонія».
Атомний підводний човен USS Allegiance патрулює море Бофорта біля узбережжя Аляски та зіштовхується на глибині 300 метрів із судном під льодом, що випромінює радіосигнал — а точніше флуктуаційний шум. Підводному човну наказано стріляти з дозволу Тихоокеанського командування. Однак судно встигає відключити ядерний реактор підвордного човна за допомогою високочастотного сигналу, «Allegiance» не може вийти з-під 10-метрового льоду.
Дейна намагається впоратися із небезпечною ситуацією, але Мисливець її збиває і викрадає. Коли справжній Малдер знаходить зруйнований готельний номер, його сестра Саманта пояснює, що Мисливець встановить обмін заручниками щоб поміняти Скаллі на неї. Вона також пояснює, що Мисливець може бути вбитий тільки шляхом проколювання основи черепа, і що його токсична інопланетна кров смертельна для людей. Зрештою Саманта визнає, що клони є нащадками двох перших інопланетних прибульців, вони працювали в клініках абортів, щоб отримати доступ до тканини плоду. Їхня мета полягала в створенні позаземної колонії на Землі, спроби чого почалося ще в 1940-х роках. Проте, оскільки на батьківшині клонів вважали, що експериментами вони зіпсували свою расу, Мисливець був посланий, щоб вбити їх.
Скіннер зустрічає Малдера в квартирі Фокса та повідомляє, що клони зникли. Саманта повідомляє що Скіннер непричетний. Малдер отримує дзвінок від Скаллі, яка каже, що Мисливець вимагає обміну на Саманту. Малдер і Саманта вирушають до старого Меморіального мосту біля Бетесди, а Скіннер ховається поруч зі снайпером. Після обміну Саманта атакує Мисливця; під час боротьби снайпер стріляє у Мисливця, і він та Саманта падають в річку.
Розчарований Малдер зі сльозами вибачається перед своїм батьком, Біллом, що знову втратив сестру. Його батько залишає Фоксу записку від Саманти, яка надає Малдеру адресу клініки в Меріленді, де вони можуть зустрітися, якщо знову загубилися. Малдер сподівається, що вона жива, але невдовзі надходить дзвінок від Скаллі, яка повідомляє, що тіло Саманти було знайдено. Після того, як Скаллі закінчує виклик, вона виявляє, що тіло Саманти перетворюється на зелену рідину.
Тим часом в клініці Малдер знаходить кілька клонів Саманти, які працюють в лабораторії на плодах, подібних до таких клонів. Вони показують, що маніпулювали Малдером, посилаючи свого власного клона як «Саманту», щоби захиститися. Вони також стверджують, що знають справжнє місцезнаходження Саманти. Малдер, розуміючи, що його обдурили, спочатку відмовляється допомагати і починає виходити, але його збиває Мисливець і Фокс падає без свідомості. Мисливець продовжує вбивати клонів Саманти і спалює клініку. Коли не знайдено ніяких слідів клонів, Малдер зустрічається з Містером Ікс у Центрі Кеннеді, вимагаючи повідомити місце розташування Мисливця. Містер Ікс каже, що човен Мисливця в морі Бофорта було знайдено, і що морський флот був посланий, аби знищити його. Малдер вирушає на північ, і відсилає імейл Скаллі, аби вона не йшла за ним.
Скаллі йде до Скіннера за допомогою, але він спочатку відмовляється. Дейна також викликає Містера Ікс в квартиру Малдера, але він відкидає її. На виході Містер Ікс зустрічається зі Скіннером у ліфті. Після жорсткого протистояння Ікс повідомляє місцезнаходження Малдера.
Тим часом Малдер потрапляє до вмерзлого верхньою частиною в лід аідводного човна. Всередині він дізнається те, що імовірний єдиний член екіпажу що вижив — лейтенант Террі Вілмер — це замаскований Мисливець. В часі сутичок Малдер зазнає впливу токсичної крові. Мисливець стверджує, що Саманта все ще жива, перш ніж скинути Малдера з містка і повернутися у підводний човен; Малдер ледь встигає ухилитися від корпусу подводного човна.
Малдера знайшли і помістили в холодову ванну госпіталю. Скаллі, дізнавшись, що в інопланетній крові міститься ретровірус, який гине при низьких температурах, переконує лікарів вивести його з ванни, що доапоможе вивести Фокса з летаргічного стану.
Коли стан Малдера стабілізується, Скаллі пише польовий звіт. Вона стверджує, що ретровірус має загадкове походження, і повідомляє, що не знайдено ні Мисливця, ні його апарата. Коли Малдер повертається до свідомості, він розповідає Скаллі, що його досвід не дає йому відповідей, які він шукав, але пережите дало йому можливість відновити віру, щоб продовжувати пошуки.

## Знімались
| Актор             | Роль                    |
| ----------------- | ----------------------- |
| Девід Духовни     | Курець                  |
| Джилліан Андерсон | Дейна Скаллі            |
| Стівен Вільямс    | містер Ікс              |
| Пітер Донат       | Білл Малдер             |
| Браян Томпсон     | іншопланетний мисливець |
| Мітч Піледжі      | Волтер Скіннер          |
| Меган Літч        | Саманта Малдер          |
| Колін Каннінгем   | лейтенант Вілмер        |